# Домачеве (зупинний пункт)
Домачеве (біл. Дамачава) — пасажирський залізничний зупинний пункт Берестейського відділення Білоруської залізниці на неелектрифікованій лінії Брест-Південний — Влодава між зупинними пунктами Кобелка та Липинки. Розташований за 2,8 км на південний схід від міського селища Домачеве Берестейського району Берестейської області. 